# 国鉄ホキ2900形貨車
国鉄ホキ2900形貨車（こくてつホキ2900がたかしゃ）は、かつて日本国有鉄道（国鉄）に在籍したホッパ車である。

## 概要
石灰石輸送単位の増大の試みとして1960年（昭和35年）3月に浜松工場にて 50 t 積のホキ500形3両（ホキ500 - ホキ502）が製作され、1965年（昭和40年）に増備が続けられていたホキ400形が500番台に達するためホキ2900形に改番された。
積載荷重 50 t というサイズは、日本国鉄最大クラスのホッパ車であった（最大はホキ2000形の 65 t）。このため、軸重を抑えるために3軸ボギー台車TR78が採用された。国鉄貨車で本形式の他に、3軸ボギー台車を使用しているホッパ車はなく、私有貨車を含めてもホキ5500形があるのみである（ホキ2000形は2軸台車3組）。
全長（車体長）は14,480 mm、全幅は2,720 mm、全高は2,510 mm、換算両数は積車7.5、空車2.4であり、荷役方式はホッパ上部よりの上入れ、側開き式による取出しであった。側扉の開閉は、14 m を超える全長であるが、妻面に設置されたハンドルにより手動操作にて1箇所で行えた。
このように長大な車体になった原因として、昭和4年制定の『国有鉄道建設規定』第61条に「（前半は客貨車の軸重規定なので省略）ただしその重量は両端連結器間の距離1 m につき平均5 t 以下とする」とあるため、満載時に総重量が74.0 t に達する同車両は両端連結器間隔（＝車両長）が最低14.8 m 必要だったためであるが、これが原因で続く第62条の「前条に規定する限度は運転区間または連結位置に制限を有する車両に付いて軌道または橋梁の負担力の範囲内に於いてこれを超過することを得」という特例基準を受けた車両長9 m 未満なのに総重量が約45 t のボギー石炭車やこれに準じた構造のホッパ車たちと比べて輸送効率がさほど改善されず（後述の諸元比較参照）、また地上設備と適合しないといった問題も起こり、数年後に試作された大型ホッパ車のホキ2000形とともに失敗に終わり、量産されなかった。
体塗色は当初は黒一色であったが、1968年（昭和43年）10月1日ダイヤ改正では高速化不適格車とされて、速度指定65 km/hの「ロ」車となり、記号は「ロホキ」と標記され、識別のため黄色（黄1号）の帯を巻いた。
製造当初は共通運用車であったが、後に伯備線の井倉駅を常備駅として播但線の飾磨港駅との間で石灰石輸送を行い、1975年（昭和50年）度に全車（3両）が一斉に廃車となり形式消滅した。3両しか製造されず、廃車も製造より15年と短命であった。

## 昭和30年後半当時の石灰石輸送用貨車諸元比較
各型式の荷重・自重・車長比較
| 形式      | 荷重（t） | 自重（t） | 車長（m） | 荷重/自重 | 荷重/車長 |
| --------- | --------- | --------- | --------- | --------- | --------- |
| トラ45000 | 17        | 8.7       | 8.01      | 1.95      | 2.12      |
| トキ15000 | 35        | 16.7      | 13.8      | 2.10      | 2.54      |
| セキ3000  | 30        | 15.0      | 8.75      | 2.0       | 3.43      |
| ホキ4200  | 30        | 13.9      | 8.75      | 2.16      | 3.43      |
| ホキ500   | 50        | 23.5      | 14.8      | 2.13      | 3.38      |
| ホキ2000  | 65        | 22        | 14.5      | 2.96      | 4.48      |

全長20 m・1000 t列車を牽引できる機関車における各型式の単機と重連での連結両数上限
| 形式      | 単機連結数上限（両） | 単機輸送力（t） | 重連連結数上限（両） | 重連輸送力（t） |
| --------- | -------------------- | --------------- | -------------------- | --------------- |
| トラ45000 | 38                   | 646             | 48                   | 816             |
| トキ15000 | 19                   | 665             | 27                   | 945             |
| セキ3000  | 22                   | 660             | 44                   | 1320            |
| ホキ4200  | 22                   | 660             | 44                   | 1320            |
| ホキ500   | 13                   | 650             | 26                   | 1350            |
| ホキ2000  | 11                   | 715             | 23                   | 1495            |

（「65t積石灰石専用ホッパ車の開発」p.19表-3「石灰石輸送用貨車諸元比較表」より抜粋。）